# Курвуларія
Курвуларія (Curvularia) — рід грибів родини Pleosporaceae. Назва вперше опублікована 1933 року.